# Jeff Buckley
Jeffrey Scott Buckley (Anaheim, 17 de novembro de 1966 — Memphis, 29 de maio de 1997) foi um cantor, compositor e guitarrista norte-americano. Conhecido por seus dotes vocais, Buckley foi considerado pelos críticos umas das mais promissoras revelações musicais de sua época.[carece de fontes?] Entretanto, Buckley morreu afogado enquanto nadava no rio Wolf, afluente do Rio Mississippi, em 1997.

## Primeiros anos
Buckley nasceu na cidade de Anaheim, Califórnia. Foi o único filho de Mary Guibert e Tim Buckley. Sua mãe era descendente de gregos, franceses, norte-americanos e panamenhos, enquanto seu pai era descendente de irlandeses e italianos. Buckley foi criado por sua mãe e seu padrasto, Ron Moorhead, no sul da Califórnia, e tinha um meio-irmão, Corey Moorhead. Buckley mudou-se várias vezes dentro e no entorno do Condado de Orange em sua juventude, uma criação que Buckley chamou de "pobre sem raízes". Quando criança, Buckley era conhecido como Scott "Scottie" Moorhead, baseado no seu nome do meio e no sobrenome de seu padrasto.
Seu pai biológico, Tim Buckley, era um músico-compositor que lançou uma série de álbuns muito aclamada de folk e jazz no final dos anos 60 e início dos anos 70, com o qual se encontrou uma única vez aos oito anos de idade. Após a morte de seu pai biológico, devida a uma overdose de drogas em 1975, ele escolheu usar o seu nome e sobrenome verdadeiros, os quais ele encontrou em sua certidão de nascimento, mas para os seus familiares ele continuou sendo o "Scottie".
Buckley foi criado em um ambiente de música. Sua mãe era pianista e violoncelista de formação clássica. Seu padrasto o apresentou ao som de bandas como Led Zeppelin, Queen, Jimi Hendrix, The Who e Pink Floyd quando ainda era pequeno. Buckley passou a sua adolescência a ouvir diversos tipos de música como blues, rock e jazz.
Buckley cresceu cantando pela casa e em harmonia com sua mãe. Ele começou a tocar com cinco anos de idade, após encontrar um violão no armário de sua avó.
O álbum Physical Graffiti, da banda Led Zeppelin, foi o primeiro disco que ele possuiu. Aos 12 anos, ele decidiu se tornar músico e ganhou sua primeira guitarra - uma Les Paul preta - aos 13 anos. No colégio, ele tocou na banda de jazz da escola. Nessa época, ele desenvolveu uma afinidade por bandas de rock progressivo como o Rush, Genesis e Yes, assim como pelo guitarrista de jazz fusion Al Di Meola.
Após terminar o colégio, decidiu que a música seria o caminho a seguir. Com medo de ser comparado com o seu pai, Tim Buckley, em vez de cantar, Jeff decidiu inicialmente tocar guitarra.[carece de fontes?] Ele se mudou para Hollywood para ingressar no Guitar Institute of Technology (atual Musicians Institute), onde completou o curso de um ano de duração com 19 anos de idade. Posteriormente, ele afirmou à revista Rolling Stone que o curso foi "a maior perda de tempo", mas admitiu em entrevista à Double Take Magazine que ele gostava de estudar teoria musical lá, dizendo, "eu me sentia atraído por harmonias realmente interessantes, coisas que eu ouvia em Ravel, Ellington, Bartók". Diversas experiências vieram de seguida: Jeff trabalhou em estúdio, tocou em bandas de funk, jazz e punk e até mesmo na Banana Republic, de onde foi demitido após ter sido acusado de roubar uma camiseta.[carece de fontes?]

## Início da carreira
Em 1991, ao ser convidado para participar num show tributo a seu pai, Jeff resolveu cantar. A semelhança vocal com o pai (Tim Buckley) veio à tona nesse momento. Foi nesse tributo, também, que conheceu o ex-guitarrista da banda Captain Beefheart, Gary Lucas, que, impressionado com sua voz, decidiu convidá-lo para integrar a banda Gods and Monsters. Afiada tanto nas performances ao vivo como nas composições próprias, a Gods and Monsters estava prestes a assinar com uma discográfica quando Buckley decidiu abandonar o projeto por achar que um contrato, naquele momento, restringiria as suas ambições musicais.
No ano seguinte em 1992 começou a apresentar-se sozinho (voz e guitarra) num bar nova-iorquino chamado "Sin-é". Foi naquele bar, segundo o próprio Jeff, onde mais tocou e gostava de tocar. Aquele era um lugar pequeno, onde as pessoas iam para conversar e não para ouvir alguém cantar músicas desconhecidas, mas foi pela diferença que Jeff Buckley conquistou as pessoas que frequentavam o lugar. Foi nesse pequeno bar, sem palco, que um dos empresários da Columbia Records o viu cantar e tocar. Em outubro daquele ano, Jeff assinou com a Columbia para a gravação do seu primeiro álbum solo. Antes do álbum, Jeff decidiu fazer uma turnê pela Europa, só depois gravaria o primeiro álbum em estúdio. Nesse período, concordou também em lançar um EP com 5 músicas gravadas no "Sin-é".

## Grace
Grace é o primeiro e único álbum de estúdio oficial e completo de Jeff, lançado em 23 de Agosto de 1994, produzido por Andy Wallace. Em 2004 foi lançada uma versão especial, Legacy Edition, contendo um disco bônus. O disco teve grande repercussão tanto no meio artístico quanto na mídia especializada, apesar de ter as vendagens abaixo das expectativas da gravadora. O álbum influenciou grandes nomes da década de 90 e da atualidade como Radiohead, Muse, Coldplay, Travis, Jamie Cullum, entre outros.
É considerado por muitos críticos e artistas um dos melhores CD da década, e até da dupla Robert Plant e Jimmy Page o CD recebeu elogios exaltados. Jimmy Page disse: “Quando o Plant e eu vimos ele tocando na Austrália, ficamos assustados. Foi realmente tocante”.
Sua bem sucedida turnê rodou os EUA e parte da Europa, terminando em 1997. O álbum traz, ao todo, sete músicas autorais e três releituras, incluindo o clássico Hallelujah de Leonard Cohen, que foi trilha do filme alemão-austríaco Edukators. "Grace", "Last Goodbye", “Forget Her” e "So Real" receberam clipes. Este álbum chegou às lojas em agosto de 1994 e foi imediatamente aclamado pela crítica e por artistas como Paul McCartney, Chris Cornell. Sobre Jeff,  Bono Vox disse: 
"Jeff Buckley é uma gota cristalina num oceano de ruídos”.

## Segundo álbum
2 anos depois do lançamento do primeiro disco, Jeff entrou em estúdio de novo para realizar o segundo álbum. A gravadora insistia em um trabalho mais comercial, mas o artista não quis saber e convidou Tom Verlaine para fazer a produção do disco. A exigência de Jeff foi aceita pela gravadora, mas quando o trabalho estava quase pronto, foi o próprio cantor que não gostou do resultado final e não quis que fosse lançado. Então, Jeff resolveu escrever novas músicas para o segundo disco e concluiu o trabalho em 1997, em maio.

## Morte
Após gravar algumas músicas para seu segundo álbum, Jeff resolveu parar para nadar no rio Wolf antes de se encontrar com a sua banda. Depois de alguns minutos, Foti, seu amigo, foi até ao carro para guardar alguns objetos, enquanto ouvia Jeff nadar cantarolando “Whole Lotta Love”, do Led Zeppelin. Quando voltou, não ouviu mais nada. Gritou o nome de Jeff por quase dez minutos e, não obtendo resposta, decidiu chamar a polícia.
No dia 29 de Maio de 1997, helicópteros sobrevoavam o rio Wolf em busca de Jeff. Seu corpo foi encontrado apenas uma semana depois, dia 4 de Junho, perto da nascente do Mississippi, sem vida. O cantor morreu afogado, aos 30 anos.
A autópsia de Buckley não mostrou sinais de drogas ou álcool em seu corpo, e sua morte foi considerada um afogamento acidental. O seguinte depoimento foi publicado na página de Buckley:

A morte de Jeff Buckely não foi "misteriosa", nem relacionada a drogas, álcool ou suicídio. Temos o relatório policial, o relatório de um legista, e uma testemunha ocular para provar que foi um afogamento acidental, e que Sr. Buckley estava em bom estado mental antes do acidente.

## Sketches for My Sweetheart the Drunk
O álbum póstumo, “Sketches for My Sweetheart the Drunk”, foi lançado em 1998. “Sketches” é composto por gravações que Jeff fez com Tom Verlaine e mais músicas nas quais Jeff trabalhava antes de morrer. Foi sucesso nos EUA e muitos passaram a admirar Jeff após sua morte.

## Pós-Morte
Em 2000, “Mystery White Boy” veio relembrar Jeff nas suas performances ao vivo. O álbum foi lançado no dia 8 de maio daquele ano, quase 3 anos após sua morte.
Já em 2007, surge uma compilação com os melhores êxitos de estúdio e ao vivo, este álbum contém uma versão acústica de "So Real" gravada no Japão e uma versão de "I Know It's Over" do The Smiths, nunca antes editadas.
Em 2013, Jeff foi homenageado com um filme sobre sua vida e de seu pai, Tim Buckley, intitulado "Greetings from Tim Buckley", lançado em 3 de Maio.
Apesar da morte trágica, Jeff Buckley continua conquistando novos fãs. Artistas como Radiohead, Coldplay, Muse, Mike Kerr (Royal Blood) e Lana Del Rey não se cansam de mencionar Jeff como uma das suas principais influências. Além disso, “Grace” é constantemente citado como um dos melhores álbuns de todos os tempos.

## Discografia
Álbum de originais:
- 1994 - Grace

Álbuns "ao vivo":
- 1993 - Live at Sin-é
- 1995 - Live from the Bataclan
- 2000 - Mystery White Boy
- 2001 - Live À L'Olympia
- 2003 - Live at Sin-é (Legacy Edition)

Compilações:
- 2002 - The Grace EPs
- 2004 - Grace (Legacy Edition)
- 2007 - So Real: Songs from Jeff Buckley

Álbum póstumo:
- 1998 - Sketches for My Sweetheart the Drunk

Parcerias:
- 2002 - Songs to No One 1991-1992 (colaboração com Gary Lucas)

### Tributos, covers e homenagens
- "Just Like Anyone" - Aimee Mann
- "Lover, You Should've Come Over" - John Mayer (ao vivo)
- "Lover, You Should've Come Over" - Jamie Cullum
- "Lover, You Should've Come Over" — David Fonseca
- "Memphis" - PJ Harvey
- "Memphis Skyline" - Rufus Wainwright
- "Wave Goodbye" - Chris Cornell
- "Nunca foi tarde" - Paulinho Moska (versão em português de "Lover")
- "Nightmares by the sea" - Katatonia (Tonight's Decision)
- "Jeff Buckley Tributo Rio de Janeiro" - Isabella Reinert e banda - novembro de 2007
- "Grace" - Mariangela Demurtas e Daniel Cavanagh
- "Shakespeare" - Miranda Cosgrove
- "Last Goodbye" - Scarlett Johansson
- "Last Goodbye"-  One Republic
- "Lilac Wine" - Miley Cyrus
- "Hallelujah" - Jensen Ackles
- "So Real" - Kimbra
- "Lover, You Should've Come Over" - Red Hot Chili Peppers (ao vivo - 2018)

## Videografia
- 2000 - Live in Chicago

## Premiações e indicações
- MTV Video Music Award nomeação para Melhor artista iniciante pelo vídeo de "Last Goodbye", 1995
- Triple J Hottest 100 ganhador de Melhor Música Composta de Todos os Tempos com a música "Last Goodbye", 1995, na 14° colocação.
- Grammy Award nomeado a Melhor Cantor de Rock por "Everybody Here Wants You", 1998
- Revista Rolling Stone nomeação para Melhor artista iniciante, 1995
- Hallelujah foi eleita a #259 das 500 melhores canções de todos os tempos pela Revista Rolling Stone em 2004[25]
- Grace foi eleito o #303 dos 500 melhores álbuns de todos os tempos pela Revista Rolling Stone em 2003[26]
- A Academia Charles Cros premiou o álbum de estreia "Grace" com o "Grand Prix International Du Disque" em abril de 1995[27]

## Equipamento

### Guitarras
- Fender Telecaster '52
- Les Paul
- Fender Jaguar
- Yamaha FG-470S
- Fender Jazz Bass
- Rickenbacker 12-String

### Amplificadores e efeitos
- Samson MPL 1640 16 channel audio mixer
- Crate Vintage
- Fender Bassman 135 head amp

Cordas
- Dean Markley (Blue Steel) for electric

Alguns pedais
- Boss Hyper Fuzz
- Boss power supply & master switch
- Dunlop Tremolo volume pedal
- MXR Fuzz Unit
- Digitch Whammy II with Microphones
- Electrro-Harmonix Hot Tubes Overdrive Simulator